# Sent Bonet de Salendrenca
Sent Bonet de Salendrenca (en francès Saint-Bonnet-de-Salendrinque) és un municipi francès situat al departament del Gard i a la regió d'Occitània.